# Platnickia
Platnickia är ett släkte av spindlar. Platnickia ingår i familjen Zodariidae.
Kladogram enligt Catalogue of Life:
| Platnickia | \| \| Platnickia bergi \| \| \| \| \| \| Platnickia elegans \| \| \| \| |
|            | \| \| Platnickia bergi \| \| \| \| \| \| Platnickia elegans \| \| \| \| |
|            | Platnickia bergi                                                        |
|            |                                                                         |
|            | Platnickia elegans                                                      |
|            |                                                                         |